# Hạm đội Bắc Hải
Hạm đội Bắc Hải là một trong ba hạm đội của Hải quân Quân Giải phóng Nhân dân Trung Quốc. Thẩm quyền của hạm đội là khu vực Bột Hải và Hoàng Hải từ tỉnh Sơn Đông trở về phía bắc.
Nó bao gồm năm tàu ngầm hạt nhân thuộc lớp Hán và một tàu ngầm mang tên lửa đạn đạo lớp Hạ, tất cả đều được đặt tại Thanh Đảo.
Hạm đội Bắc Hải trong lịch sử đã nhận được sự ưu tiên trong biên chế các tàu khu trục và tàu khu trục nhỏ, vì nó đóng vai trò bảo vệ vùng ven biển đông bắc Trung Quốc (gồm cả Bắc Kinh) chống lại bất kỳ cuộc tấn công đổ bộ nào của Nga. Tuy nhiên, không giống như Hạm đội Đông Hải và Nam Hải, hạm đội này chưa từng tham gia trận đánh nào.

## Các căn cứ hải quân chính
Trụ sở của hạm đội đặt tại Thanh Đảo, với các căn cứ chính khác tại:
- Lữ Thuận Khẩu
- Hồ Lô Đảo

## Các tàu thuộc hạm đội
Tàu đô đốc của hạm đội là Cáp Nhĩ Tân, một tàu khu trục lớp Lữ Hỗ.
Tàu khu trục
- 2 tàu lớp Lữ Châu:
  - Thẩm Dương (115)
  - Thạch Gia Trang (116)
- 2 tàu lớp Lữ Hỗ:
  -  Cáp Nhĩ Tân (112)
  -  Thanh Đảo (113)
- 4 tàu lớp Lữ Đại (đang được giải ngũ):
  -  Ngân Xuyên (107)
  -  Tây Ninh (108)
  - Khai Phong (109)
  - Đại Liên (110)

Tàu khu trục nhỏ
- 3 tàu lớp Giang Hỗ-II:
  - Đan Đông (543)
  - Tứ Bình (544)
  - Lâm Phần (545)
- 1 tàu lớp Giang Hỗ:
  - Trường Trị (519)

Tàu ngầm hạt nhân
- 4 tàu lớp Hán SSN:
  - Trường Chinh 2 (402)
  - Trường Chinh 3 (403)
  - Trường Chinh 4 (404)
  - Trường Chinh 5 (405)
- 1 tàu lớp Hạ SSBN:
  - Trường Chinh 6 (406)

Tàu ngầm Diesel 
- Ít nhất 15 tàu, và có thể có tới 20 tàu lớp Minh và Romeo.

## Lãnh đạo qua các thời kỳ
| Tư lệnh Hạm đội Bắc Hải 1. Trung tướng Lưu Xương Nghị（8/1960—8/1969） 2. Mã Trung Toàn（8/1969—8/1975） 3. Nhiêu Thủ Khôn（8/1975—1/1980） 4. Dương Lực（10/1982—8/1983） 5. Tô Quân（8/1983—7/1985） 6. Phó đô đốc Mã Tân Xuân（7/1985—6/1990） 7. Phó đô đốc Khúc Chấn Mâu（6/1990—1/1993） 8. Phó đô đốc Vương Kế Anh (1/1993—11/1996） 9. Phó đô đốc Trương Định Phát（11/1996—12/2000） 10. Phó đô đốc Đinh Nhất Bình（12/2000—6/2003） 11. Phó đô đốc Trương Triển Nam（6/2003—5/2006） 12. Phó đô đốc Tô Sĩ Lượng（5/2006—1/2008） 13. Phó đô đốc Điền Trung（1/2008—12/2013） 14. Chuẩn đô đốc Khâu Diên Bằng（12/2013—7/2014） 15. Phó đô đốc Viên Dự Bách（7/2014—2016） Tư lệnh Hải quân Chiến khu Bắc bộ 1. Phó đô đốc Viên Dự Bách（2016—1/2017） 2. Chuẩn đô đốc Trương Văn Đán（1/2017—） | Chính ủy Hạm đội Bắc Hải 1. Trung tướng Đinh Thu Sinh（8/1960—10/1964） 2. Thiếu tướng Lô Nhân Xán（6/1962—7/1973） 3. Dịch Diệu Thải（8/1969—1/1972） 4. Quách Bỉnh Khôn（7/1974—4/1977） 5. Khương Chí Cường（4/1977—3/1981） 6. Lý Trường Như（1/1982—8/1983） 7. Phó đô đốc Lý Thế Điền (8/1985—4/1990） 8. Phó đô đốc Trương Hải Vân（6/1990—12/1993） 9. Phó đô đốc Phó Hồng Cơ（12/1993—12/1998） 10. Phó đô đốc Trần Tiên Phong（12/1998—6/2003） 11. Phó đô đốc Ổ Hoa Dương（6/2003—12/2004） 12. Phó đô đốc Lý Quang（12/2004—12/2009） 13. Phó đô đốc Vương Đăng Bình（12/2009—7/2012） 14. Phó đô đốc Bạch Văn Kì（7/2012—7/2015） 15. Phó đô đốc Khang Phi（7/2015—2016） Chính ủy Hải quân Chiến khu Bắc bộ 1. Phó đô đốc Khang Phi（2016—） |